# Зинаида Дедакин
Зинаида Дедакин (Београд, 29. фебруар 1960) српска је филмска, телевизијска и позоришна глумица.

## Биографија
Зинаида Дедакин није завршила глуму, али је желела да се бави глумом и прве позоришне улоге одиграла је у Народном позоришту у Зеници. У позоришту на теразијама од 2006. године игра у мјузиклу „Чикаго“, као и у представама „Неки то воле вруће“ и „Цигани лете у небо“. На филму је сарађивала са великим страним именима.

## Филмографија
| Год.       | Назив                                   | Улога                     |
| ---------- | --------------------------------------- | ------------------------- |
| 1990-е     |                                         |                           |
| 1991.      | Велика мала матура (филм)               |                           |
| 2000-е     |                                         |                           |
| 2002.      | Хотел са 7 звездица (серија)            | Куварица Рада             |
| 2002.      | Породично благо (серија)                | Куварица у Језиној кафани |
| 2006.      | Идеалне везе (серија)                   | Госпођа Весковић          |
| 2007.      | Оно наше што некад бејаше (серија)      |                           |
| 2008.      | Видео кабаре орално доба (серија)       | Комшиница                 |
| 2008.      | Einstein (филм)                         | бармерка у кафићу         |
| 2008−2012. | Бела лађа (серија)                      | Симонида Хаџи-Здравковић  |
| 2009.      | Медени месец                            | Верина стрина             |
| 2009−2010. | Јесен стиже, дуњо моја (серија)         | Берта                     |
| 2010-е     |                                         |                           |
| 2010.      | Румунски поднаписи                      |                           |
| 2010.      | Шесто чуло (серија)                     |                           |
| 2010.      | Велика слика                            | Линда                     |
| 2011−2012. | Непобедиво срце (серија)                | Куварица Лиза             |
| 2011−2013. | Певај, брате! (серија)                  | Валерија                  |
| 2012.      | Монтевидео, Бог те видео! (серија)      | Сељанка                   |
| 2012.      | Чернобиљски дневници                    | Власница ресторана        |
| 2012−2014. | Фолк (серија)                           | Конобарица Милка          |
| 2013.      | Шешир професора Косте Вујића (серија)   | госпођа Пешић             |
| 2014.      | Одељење (серија)                        | Секретарица начелника     |
| 2014.      | Излаз у случају опасности (кратки филм) | Госпођа Марић             |
| 2014.      | Ничије дете                             | Куварица                  |
| 2014−2025. | Ургентни центар (серија)                | Сестра Љиљана Милановић   |
| 2015.      | Небо изнад нас                          | Продавачица               |
| 2015.      | Кад би овце биле розе (кратки филм)     | Зорка                     |
| 2015.      | Отаџбина                                | Јованова мајка            |
| 2015.      | Андрија и Анђелка (серија)              | спремачица Алиса Рамбо    |
| 2016.      | Добра жена                              | Докторка Надежда          |
| 2016.      | Сумњива лица (серија)                   | Надежда                   |
| 2016.      | Слепи путник на броду лудака (ТВ филм)  | Тетка Мара                |
| 2016.      | Војна академија 3: Нови почетак         | Машина мајка              |
| 2016.      | Santa Maria della Salute (филм)         | Јулијанина тетка          |
| 2016.      | Село гори а баба се чешља (серија)      | докторка Амазонка         |
| 2017−2018. | Војна академија (серија)                | Машина мајка              |
| 2017.      | Реквијем за госпођу Ј.                  | Госпођа                   |
| 2017.      | Santa Maria della Salute (серија)       | Јулијанина тетка          |
| 2017.      | Прва тарифа (серија)                    | богата госпођа            |
| 2017.      | Мамини синови (серија)                  | Боса                      |
| 2018.      | Јутро ће променити све (серија)         | разредна                  |
| 2018.      | Два брата против Хипократа (серија)     | Стојанка                  |
| 2018-2019. | Жигосани у рекету (серија)              | директорка                |
| 2019.      | Такси блуз (филм)                       | радница у брзојхрани      |
| 2019.      | Трећи (филм)                            | докторка                  |
| 2019.      | Морнарички специјалци (серија)          | менаџер                   |
| 2019.      | Група (серија)                          |                           |
| 2020-е     |                                         |                           |
| 2020.      | Калуп (серија)                          | бабица Нада               |
| 2020.      | Мочвара (серија)                        | Милошева баба             |
| 2021.      | Династија (серија)                      | мадам Звездана            |
| 2022.      | Клан (серија)                           | баба на крову             |
| 2022.      | Игра судбине (серија)                   | Грозда Грабеж „Џи-Џи”     |
| 2022-2024. | Попадија (серија)                       | Милијана                  |
| 2023.      | Некај сладкега                          | бабица Јулија             |
| 2023.      | Вера (серија)                           | Пелагија                  |
| 2025.      | Зваћеш се Варвара (серија)              | Спаса                     |